# Edward Iordănescu
Edward Iordănescu (Bucarest, Rumania, 16 de junio de 1978) es un exjugador y entrenador de fútbol rumano. Actualmente dirige al Legia de Varsovia.
Representó a nueve equipos durante una carrera como jugador bastante tranquila, de los cuales Panionios y Alki Larnaca fueron en el extranjero. Al igual que su padre Anghel, comenzó su carrera como jugador y entrenador en el Steaua București.
Iordănescu ha encontrado más éxito después de su retiro como jugador, ganándose la reputación en su país de ser un entrenador estudioso que prepara los partidos con gran detalle. Durante sus dos períodos en el CFR Cluj, guio al equipo a tres trofeos nacionales, y en 2022 fue designado al frente de la selección nacional de Rumania.

## Carrera como jugador
La conexión de Iordănescu con el Steaua București comenzó a principios de 1984, a la edad de seis años. Su padre Anghel Iordănescu, que era entrenador asistente en ese momento, lo llevó con él a asistir a los juegos en el Ghencea Stadium. Se sentó junto a Alin Stoica, también hijo de una leyenda del club, y comenzaron a jugar juntos durante los calentamientos y los descansos de medio tiempo. Después de jugar en los equipos juveniles del Steaua, Iordănescu ascendió al primer equipo en 1996 junto con Stoica.
No logró imponerse en el "Roș-albaștrii" y se fue al Sportul Studențesc en 1997. Iordănescu pasó el resto de su carrera con varios equipos en Rumania Unirea Focșani, Rapid de Bucarest, Rocar București, Petrolul Ploiești y Vaslui. También estuvo en el extranjero en Grecia y Chipre con Panionios y Alki Larnaca, respectivamente.

## Carrera como entrenador
Iordănescu se retiró del fútbol en 2004 para comenzar sus estudios de gestión. Realizó cursos en Italia, España e Inglaterra. En 2010, después de que Ilie Dumitrescu anunciara su renuncia a su cargo como entrenador del Steaua București, Iordănescu asumió el cargo de entrenador interino.
El 20 de junio de 2013, Iordănescu firmó un contrato con el equipo de la Liga II ASA Târgu Mureș con el claro objetivo de ascender a la Liga I. En octubre de 2013 renunció. En diciembre de 2014, Iordănescu fue nombrado entrenador del Pandurii Târgu Jiu. Guio a su equipo a la final de la competencia Copa de la Liga 2014-15. El 24 de agosto de 2016, Iordănescu fue presentado como el nuevo entrenador del club búlgaro CSKA Sofia. El 27 de noviembre de 2016, tras un empate 1-1 en casa contra el Vereya, renunció a sus funciones.
El 8 de junio de 2017, fue nombrado entrenador del club de la Liga I Astra Giurgiu. El 2 de abril de 2018 se rescindió su contrato con el club tras un acuerdo mutuo. El 13 de junio de 2018, Iordănescu firmó un contrato de tres años con el CFR Cluj, reemplazando a Dan Petrescu, quien se fue al Guizhou Hengfeng. Ganó su primer trofeo como entrenador el 15 de julio, cuando su nuevo equipo derrotó al Universitatea Craiova por 1-0 en la Supercopa de Rumania.
En 2018, fue nombrado entrenador del CS Gaz Metan Mediaș. En junio de 2020 llegó a un acuerdo con la dirección del club sobre la rescisión del contrato. Regresó al CFR Cluj en diciembre de 2020. En la temporada 2020-2021 ganó el título de liga con el club. Luego dejó el equipo de Cluj solo unos días después de ganar el trofeo de la Liga I.
En agosto de 2021, tras conquistar el título con el CFR Cluj, firma un contrato de 9 meses con el FCSB. Después de solo tres meses al frente del equipo de Bucarest, durante los cuales el técnico dirigió al equipo en 10 partidos de la Liga I, sumando siete victorias, dos empates y una derrota, Iordănescu dimitió de su cargo tras entrar en conflicto abierto con el dueño del club Gigi Becali.
El 25 de enero de 2022, Iordănescu fue nombrado nuevo entrenador de la selección de Rumania.En noviembre de 2023, obtuvo la clasificación a la Eurocopa 2024 luego de vencer a Israel por 2-1.En dicha competencia, el seleccionado alcanzó los octavos de final donde fue eliminado por los Países Bajos al perder por 3-0.El 22 de julio de 2024, comunicó su decisión de no aceptar la renovación de su contrato que vencía a finales de julio.
En junio de 2025, asumió al frente del Legia de Varsovia.

## Clubes

### Como jugador
| Club                     | País    | Año       |
| ------------------------ | ------- | --------- |
| Steaua București         | Rumania | 1996      |
| Studențesc București     | Rumania | 1997-1998 |
| Panionios                | Grecia  | 1998-1999 |
| Diplomatic Focșani       | Rumania | 1999-2000 |
| Rapid de Bucarest        | Rumania | 2000-2001 |
| Rocar București (cedido) | Rumania | 2001      |
| Alki Larnaca             | Chipre  | 2001-2002 |
| Petrolul Ploiești        | Rumania | 2002-2003 |
| Vaslui                   | Rumania | 2003-2004 |

### Como entrenador
| Club                        | País     | Año           |
| --------------------------- | -------- | ------------- |
| Steaua București (interino) | Rumania  | 2010          |
| Vaslui (interino)           | Rumania  | 2012          |
| Fortuna Brazi               | Rumania  | 2013          |
| ASA 2013 Târgu Mureș        | Rumania  | 2013          |
| Pandurii Târgu Jiu          | Rumania  | 2014-2016     |
| CSKA Sofia                  | Bulgaria | 2016          |
| Astra Giurgiu               | Rumania  | 2017-2018     |
| CFR Cluj                    | Rumania  | 2018          |
| Gaz Metan Mediaș            | Rumania  | 2019-2020     |
| CFR Cluj                    | Rumania  | 2020-2021     |
| FCSB                        | Rumania  | 2021          |
| Selección de Rumania        | Rumania  | 2022-2024     |
| Legia de Varsovia           | Polonia  | 2025-presente |

## Palmarés

### Como jugador

#### Campeonatos nacionales
| Título          | Club              | País    | Año     |
| --------------- | ----------------- | ------- | ------- |
| Divizia A       | Steaua București  | Rumania | 1995-96 |
| Copa de Rumania | Steaua București  | Rumania | 1995-96 |
| Divizia B       | Petrolul Ploiești | Rumania | 2003-04 |

### Como entrenador

#### Campeonatos nacionales
| Título               | Club              | País    | Año     |
| -------------------- | ----------------- | ------- | ------- |
| Supercopa de Rumania | CFR Cluj          | Rumania | 2018    |
| Liga I               | CFR Cluj          | Rumania | 2018-19 |
| Supercopa de Rumania | CFR Cluj          | Rumania | 2020    |
| Liga I               | CFR Cluj          | Rumania | 2020-21 |
| Supercopa de Polonia | Legia de Varsovia | Polonia | 2025    |